# Danny Boy
«Danny Boy» (с англ. — «Мальчик Дэнни») — баллада, написанная в 1910 году английским юристом Фредериком Везерли.
«The Jackson 5» исполняли её в попурри «By The Time I Get To Phoenix» и «Killing Me Softly with His Song» во время своих выступлений в Лас-Вегасе в 1974 году. Также они однажды исполнили это попурри на шоу Билла Косби «The Tonight Show» в марте 1974 года. Среди прочих, свою версию этой песни сделали известные исполнители: Элвис Пресли, Джонни Кэш, Джуди Гарленд, Бинг Кросби, Джеки Уилсон, Том Джонс и Шер. Фортепианную аранжировку данной композиции записали такие джазмены, как Билл Эванс (1965), Стив Кун (1984) и Хэнк Джонс (1995).

## История песни

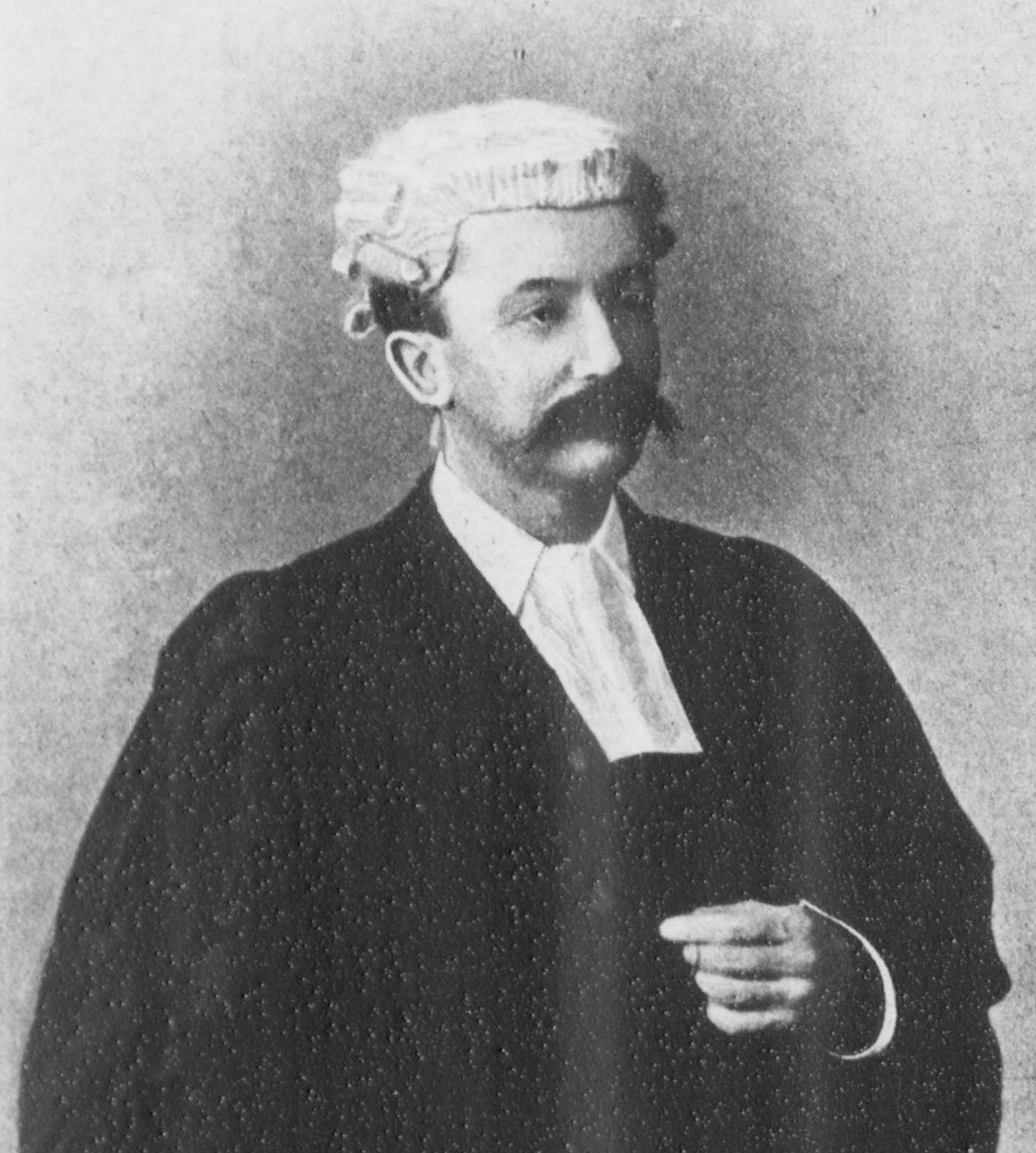
Фредерик Везерли — автор песни «Danny Boy»

Слова написал в 1910 год у английский юрист Фредерик Везерли (англ. Frederick Edward Weatherly, 1848—1929), а в 1913 году положил на музыку свояченицы, написанную в стиле «Мелодии из Лондондэрри». «Мелодия из Лондондерри» была впервые опубликована в 1855 году Джорджем Петри в «Древней музыке Ирландии» под пометкой «без названия» и без слов. После появления песни в собрании Петри, многие аранжировщики начали подбирать к ней слова. Оригинальная мелодия в собрании Петри взята у мисс Джейн Росс из Лимавади в графстве Северной Ирландии Лондондерри. Росс самостоятельно сделала аранжировку для фортепьяно и лишь упомянула Петри, что мелодия «очень старая». Известно, что дальнейшие поиски не позволили ни проследить более точно её происхождение, ни установить наличие гаэльских слов к ней. Сам факт, что ритм её не соответствовал канонам ирландского фольклора, вызвал ещё большие подозрения, вплоть до того, что некоторые полностью отрицают её принадлежность к народным мелодиям. Первая запись песни была сделана для Эрнестины Шуман-Хейнк в 1915 году. Везерли затем передал песню английской оперной певице Элси Гриффин, которая сделала «Дэнни Бой» одной из популярных песен XX века.
Существует несколько версий значения песни «Danny Boy». Предполагается, что «Danny Boy» — лирическая песня о герое, погибшем в войне за свободу Ирландии. Некоторые слушатели истолковывают «Дэнни Бой» как послание от родителей сыну, ушедшему на войну или эмигрировавшему. Песню особенно любят американцы и канадцы ирландского происхождения, считая её неофициальным ирландским гимном. Чаще всего «Дэнни Бой» исполняется в День Святого Патрика, покровителя Ирландии. Во второй половине XX века песня входила в репертуары Гарри Белафонте, Поля Робсона, Махалии Джексон и других звёзд мировой эстрады. Интересно, что хотя песня исполняется от лица женщины как обращение к любимому (в 1918 году Везерли написал альтернативную песню «Эйли, дорогая» для мужчин-певцов), сейчас песню исполняют в основном мужчины.
Многие считают песню гимном Ирландии, несмотря на то, что сам автор композиции, Везерли был англичанином. Тем не менее, большинство ирландских американцев и ирландских канадцев называют песню «Danny Boy» своей неофициальной визитной карточкой.

## Текст

### Английский перевод
Oh Danny boy, the pipes, the pipes are calling
From glen to glen, and down the mountain side
The summer’s gone, and all the roses are falling
 'Tis you, 'tis you must go and I must bide.
But come ye back when summer’s in the meadow
Or when the valley’s hushed and white with snow
 'Tis I’ll be there in sunshine or in shadow
Oh Danny boy, oh Danny boy, I love you so.
And when ye come, and all the flow’rs are dying
If I am dead, as dead I well may be
Ye’ll come and find the place where I am lying
And kneel and say an «Ave» there for me.
And I shall hear, tho' soft you tread above me
And oh, my grave shall warmer, sweeter be
For ye will bend and tell me that you love me
And I shall sleep in peace until you come to me.

### Русские переводы
Эквиритмический перевод [www.stihi.ru/2009/10/06/3451]
Ах, мальчик мой, в поход сыграли горны.
Осенний ветер реки остудил —
Уходишь ты, и там, в долинах горных,
Ты знай, я жду тебя пока достанет сил.
Но верю я — вернёшься ты, мой милый,
В пороше зимней, или в летний зной.
Я буду ждать, и под звездой счастливой
Пускай хранит тебя в пути моя любовь.
А может статься, без твоей улыбки
Зачахну я, как роза без дождя.
Ты отыщи тогда мою могилу,
Чтоб помолиться на коленях за меня.
И вот когда я голос твой узнаю,
От слов любви мне станет вдруг теплей,
В сырой земле душа моя оттает
И с миром в сердце я дождусь тебя к себе…

## Исполнители песни
Не полный список исполнителей «Danny Boy» в хронологическом порядке:
- 1939 — Грейси Филдс в альбоме-саундтреке к фильму 1939 года «Салли». Филдс также записала песню в 1978 году для сериала Джесс Йэтс — «Воскресные звёзды».
- 1939 — Оркестр Гленна Миллера исполнили песню в концертном зале Карнеги-холл 6 октября на праздновании 25-й годовщины со дня основания Американского общества композиторов, авторов и издателей. Запись выпущена под лейблом «RCA Victor».
- 1940—1962 — Джуди Гарленд записала песню несколько раз. Впервые певица исполнила её в фильме «Малышка Нелли Келли» (1940) кинокомпании «Metro-Goldwyn-Mayer», затем в 1955 году во время записи своего сольного альбома «Miss Showbusiness» («Capitol Records»). Джуди также исполнила «Danny Boy» на концерте, прошедшим в знаменитом Королевском театре в Дублине и Дворцовом театре, в Нью-Йорке. Последнее исполнение песни Гарланд зафиксировано в 1962 году в Лондоне. Запись вошла в альбом «The London Sessions».
- 1945 — Бинг Кросби для альбома «Merry Christmas» и альбома «When Irish Eyes Are Smiling» (1978). Впервые Кросби исполнил песню 5 июля 1941 года с оркестром под управлением Джона Скотта Троттера.
- 1950 — Альберт Хибблер записал песню в формате сингла.
- 1956 — Гарри Белафонте записал песню в формате сингла, также исполнив песню на концерте в Карнеги-холл.
- 1958 — Сэм Кук для своего одноимённого дебютного альбома.
- 1958 — Элизабет Шварцкопф записала песню в Лондоне, Англия на студии Эбби Роуд.
- 1959 — Конвей Твитти записал версию в стиле рокабилли в 1959 году. Песня в его исполнении заняла 10-ю строчку в американских хит-парадах.
- 1959 — Слипи Мацумото записал инструментальную версию песни, исполнив её на саксофоне.
- 1959 — Конвей Тветти записал песню в формате сингла.
- 1959 — Поль Робсон для альбомов «Robeson», «Ballad for Americans and Great Songs of Faith» и «Love and Patriotism».
- 1960-61 — Джим Ривз записал песню дважды. Первая версия вошла в альбом «Tales and Short Tempers» в 1960 году, вторая в 1961 году вышла в формате сингла. Джим часто завершал свои концерты именно этой песней.
- 1962 — Конни Фрэнсис для альбома «Connie Francis Sings Irish Favorites».
- 1962 — Морин О’Хара записала песню для альбома «Maureen O’Hara Sings her Favourite Irish Songs» (1962, Columbia Records).
- 1962 — Билл Эванс для альбома «Empathy».
- 1964 — Патти Лабель и группа «Labelle» записали в 1964 году. Песня заняла 76-е место в музыкальном хит-параде Billboard Hot 100.
- 1964 — The Seekers для своего дебютного альбома «Seekers» (также известного под названием «Roving with The Seekers»).
- 1964 — Джо Фини исполнил песню на «Шоу Лоренс Уилка».
- 1965 — The Bachelors для альбома «More great song hits».
- 1965 — Бен Стенекер записал песню в формате сингла.
- 1965 — Джонни Кэш для альбома «Orange Blossom Special».
- 1967 — Рэй Прайс. Песня вошла в десятку хит-парада Hot Country Songs журнала «Билборд» и является классическим примером «нашвиллского звучания».
- 1967 — Рэй Прайз для одноимённого альбома.
- 1969 — Шер для альбома «Jackson Highway».
- 1969 — Джерри Ли Льюис для альбома «The Many Sounds of Jerry Lee».
- 1969—1999 — Том Джонс исполнил песню на своём еженедельном телешоу, а также записал песню для альбомов «Las Vegas to London», «The Best of Tom Jones Live» (1999).
- 1972 — Рой Орбисон для альбома «Memphis».
- 1974 — Les Humphries Singers для альбома «Kansas City».
- 1975 — Джоан Баэз записала песню, ставшую частью музыкального попурри с песней Стивена Фостера I Dream of Jeannie. Запись вошла в альбом «Diamonds & Rust».
- 1976 — Элвис Пресли записал песню в 1976 году во время звукозаписывающих сессий в Грейсленде (Мемфис, штат Теннесси). Запись вошла в альбом «From Elvis Presley Boulevard, Memphis, Tennessee». Другие версии доступны в альбомах The Jungle Room Sessions и «Platinum: A Life In Music». По словам самого Пресли, «Danny Boy» была одной из его любимых песен, также как и для отца музыканта Вернона Пресли. Песня звучала на похоронах Пресли в 1977 году. Версия «концертного» исполнения песни вышла в альбоме «Tucson '76».
- 1978—1991 — The Kelly Family записали песню в формате сингла в 1978 году. В 1991 запись вошла в альбом «Honest Workers».
- 1979 — Вилли Нельсон для альбома «One From the Road».
- 1979 — Thin Lizzy для альбома «Black Rose: A Rock Legend». «Thin Lizzy» также записали инструментальную версию песни, назвав её «Dan». Запись вошла в альбом 1972 года «Tribute to Deep Purple».
- 1982 — Кири Те Канава для альбома «Come To The Fair».
- 1985 — The King's Singers для альбома «Watching the White Wheat».
- 1987 — Тони Беннетт на компакт-диске «Jazz». В записи альбома также приняли участие музыканты: Стэн Гетц (тенор-саксофон), Херби Хэнкок (фортепьяно), Рон Картер (контрабас) и Элвин Джонс (барабаны).
- 1987 — The Pogues и Кейт О’Риордан для альбома-саундтрека к фильму «Прямо в ад».
- 1988 — Браш Шилз, ирландский рок-музыкант, записал блюзовую версию песню для альбома «Fields Of Athenry».
- 1989 — Хелен Галлахер, сыгравшая Маив Райан, исполняет песню в последней серии сериала «Надежда Райан», транслируемого на телеканале ABC.
- 1989 — Кейт Смит для альбома «The Irish Album», переизданного RCA Records.
- 1990 — Карли Саймон для альбома «My Romance».
- 1991 — The Swingle Singers для альбома «Around the World».
- 1991 — My Friend The Chocolate Cake для альбома «My Friend The Chocolate Cake».
- 1992 — Нана Мускури для альбома «Songs Of The British Isles».
- 1993 — Мэри О’Хара для альбома «Song for Ireland».
- 1993 — Симус Кеннеди для альбома «By Popular Demand, Vol 1».
- 1994 — Black 47 для альбома «Home of the Brave».
- 1994 — Морин Такер из группы «The Velvet Underground» для альбома «Dogs Under Stress».
- 1996 — Дон Уолсер для альбома «Texas Top Hand».
- 1996 — The Brian Setzer Orchestra в фильме «Большой белый обман».
- 1996 — Эрик Клэптон на альбоме «Change the World».
- 1998 — Vox One для альбома «Chameleon».
- 1998 — Шинейд О’Коннор добавила третий (политический) куплет. Запись вошла в альбом волынщика и композитора Дэйви Спиллана — «The Sea of Dreams».
- 1999 — Шарлотт Черч для альбома «Voice of an Angel».
- 1999 — Дайана Кролл записала песню в сотрудничестве с группой «The Chieftains». Запись вошла в альбом «Tears of Stone».
- 1999 — Гарри Конник-мл. для альбома «Come By Me». В фильме «Жизнь без Дика», его герой Даниэль выступает с песней «Danny Boy» на шоу талантов.
- 1999 — Финбар Райт исполнил песню на радиопередаче Opera Concert.
- 1999 — The Irish Tenors для альбома «Irish Tenors».
- 2000 — Томми Флеминг для альбома «Contender».
- 2000 — Джуди Коллинз исполнила песню на концерте «Live at Wolf Trap» (CD и DVD).
- 2001 — Off Kilter для альбома «Etched In Stone» и «The Live Tracks» (2004).
- 2002 — Мирей Матьё записала песню на французском языке, получив название L’enfant De L’Irlande. Запись вошла в CD бокс-сет Amoureusement Votre 3.
- 2002 — Сара Вон для альбома «It’s A Man’s World».
- 2002 — Меган Маллалли для альбома «Big as a Berry».
- 2002 — Ева Кессиди для альбома «Imagine». Запись выпущена после смерти певицы.
- 2002 — Деклан Гэлбрейт для дебютном альбоме «Declan».
- 2002 — Даниэль Родригес для альбома «The Spirit of America».
- 2002 — Хлоя Агню для одноимённого альбома певицы.
- 2002 — The Brobdingnagian Bards для альбома «Songs of Ireland».
- 2002 — Энди Уильямс для альбома «Danny Boy».
- 2002 — Рубен Блейдс и Люба Мэйсон для альбома «Mundo», получившего премию «Грэмми».
- 2002 — Джонни Кэш для альбома «American IV: The Man Comes Around».
- 2003 — Найджел Кеннеди для альбома «Nigel Kennedy’s Greatest Hits».
- 2003 — The St. Olaf Choir для альбома «A Choral Tapestry».
- 2004 — The Irish Tenors для альбома «Heritage».
- 2004 — Брайан Кеннеди для альбома «Live in Belfast».
- 2005 — The Choirboys для одноимённого альбома.
- 2005 — Celtic Woman на одноимённом альбоме.
- 2005 — Брин Терфель для альбома «Bryn Terfel Sings Favourites» (2003).
- 2006 — Tir na n'Og для дебютного одноимённого альбома.
- 2006 — The Gary Urwin Jazz Orchestra для альбома «Kindred Spirits».
- 2006 — Wolfe Tones для двойного бокс-сета «The Troubles».
- 2006 — Тилл Броннер для альбома «Oceana».
- 2006 — Томас Квастхофф для альбома «A Romantic Songbook».
- 2006 — The Poxy Boggards для альбома «Whiskey Business».
- 2006 — Натали Макместер для альбома «Yours Truly».
- 2006 — Great Big Sea исполнили песню на концерте «Courage & Grit & Patience» (DVD).
- 2006 — G4 для альбома «Act 3».
- 2006 — Майкл Лондра для альбома «Сеlt».
- 2006 — Даниэль О’Доннел для альбома «Greatest Hits».
- 2007 — Фрэнк Д’Амбросио для альбома «Songs from the Silver Screen».
- 2007 — Хэйли Вестенра для альбома «Treasure» и альбома «Celtic Treasure».
- 2007 — Дэниэл Джонс из группы «Silverchair» и Бернард Фэннинг из группы «Powderfinger» исполнили песню в дуэте.
- 2007 — Дамиан Лейт для альбома «Where We Land».
- 2008 — Эми Уокер. Видеозапись была опубликована на сайте YouTube[5].
- 2008 — Тим Дженис для альбома «An Enchanted Evening».
- 2008 — Celtic Thunder для альбома «Celtic Thunder: Act II».
- 2008 — The Ten Tenors для альбома «Nostalgica».
- 2009 — Ли Чжи Ын для альбома-саундтрека к корейскому фильму «Рай».
- 2009 — Culann's Hounds для альбома «One for the Road».
- 2010 — Колм Уилкинсон для альбома «Broadway And Beyond The Concert Songs».
- 2010 — Патрисия Келли из группы «The Kelly Family» для альбома «It Is Essential».
- 2010 — Лиз Мэдден для альбома «My Irish Home».
- 2011 — Girls Generation,SNSD в первом туре по Японии
- Джеки Уилсон записал две версии песни.
- Фрэнк Паттерсон для альбома «Ireland in Song».

## В поп-культуре

### Использование в кино
Песня использовалась в качестве саундтрека к многим фильмам, например:
- Из-за него (1946)
- Он смеялся последним (1956)
- Однажды на Диком Западе (1968)
- Музыку не остановить (1980)
- Прямо в ад (фильм) (1987)
- Готам или мёртвые не лгут (1988)
- Мемфисская красотка (1990)
- Семейное дело (1989)
- Перекрёсток Миллера (1990)
- Славные парни (1990)
- На запад (1992)
- Большой белый обман (1996)
- На игле (1996)
- Дело — труба (1996)
- Боксёр (1997)
- Город Титаник (1998)
- Святые из Бундока (1999)мелодия авторства Ронана Хардимана
- Вернись ко мне (2000)
- Блубэрри (2004)
- Королева реки (200)
- Предложение (2005)
- Дочь Дэниеля (2008)

### Телевидение
- «Ангел»
- Острые козырьки (пилотный эпизод)
- «Весёлая семейка Твист»
- «Гадкие американцы»
- «Джонни Браво»
- «Догу-тян»
- «Космический рыцарь»
- «Лаверне и Ширли»
- «Маппет-шоу»
- «Прах к праху»
- «Прикосновение ангела»
- «Приключения Ланоса и Вудли»
- «Рога и копыта»
- «Удивительный мир Гамбола» (эпизод «Свидание»)
- «Симпсоны» (эпизод «Пивная Мама»)
- «Секретный агент Макгайвер»
- «Студия 60 на Сансет-стрит»
- «Студия 30»
- «Спин-Сити»
- «Третья планета от Солнца»
- «Торчвуд» (эпизод «Разные ботинки»)
- «Фрейзер»
- «Футурама» (эпизод «Незабываемый фараон»)
- «The Danny Thomas Show»
- «Armored Trooper Votoms»
- «Хор» (эпизод «Sexuality»)

### Поп-музыка
- В последнем альбоме «Битлз» 1970 года Let It Be, в конце песни «One After 909» Джон Леннон напевает слова из первого куплета песни.
- В песне 1994 года «The Man Who Wrote Danny Boy», Джо Джексон утверждает, что автор песни «Danny Boy» создал «безупречный рефрен» на все времена.

### Другое
- В компьютерной видеоигре 2007 года BioShock песня звучит в эпизоде проникновения в квартиру Фрэнка Фонтейна в «Апартаментах Меркурия». Песню исполняет Марио Ланца.
- Текст песни был изменён в вебкомиксе The Order of the Stick. Песню поёт герой комикса Рой Зелёная Гард, погибая в сражении (название изменено на «O Buddy Roy»).
- Отец боксёра Барри Макгиган, Пэт, известный ирландский певец, часто исполняет песню во время официальных встреч с сыном.
- Упоминается в книге Харухи Мураками «Страна чудес без тормозов».
- В компьютерной игре Grand Theft Auto IV её может исполнить один из героев, Патрик Маккрири, после проведённой с Нико Белликом встречи в баре.

## Католическая полемика
«Danny Boy» чаще всего воспринимается слушателями как «похоронная музыка». Однако, потому как музыка композиции не является литургической, её принадлежность к «похоронной музыке» часто оспаривается.